# L'Inspecteur Studer

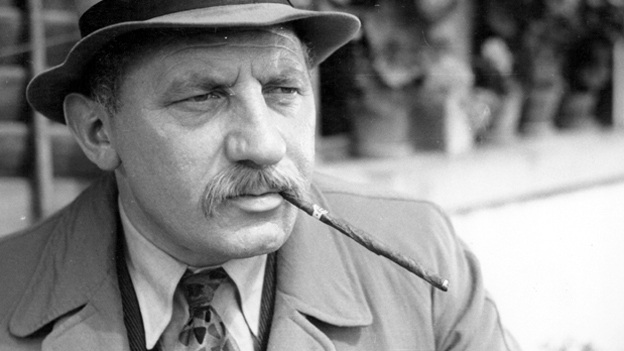
Heinrich Gretler dans "L'Inspecteur Studer", 1939

L'Inspecteur Studer (Wachtmeister Studer en allemand) est un film suisse appartenant au genre policier, réalisé par Leopold Lindtberg, sorti en 1939. C'est une adaptation du roman de Friedrich Glauser L'Inspecteur Studer.

## Synopsis
L'inspecteur Studer est chargé de résoudre le meurtre d'un aubergiste dans un village suisse. Alors que le coupable semble tout trouvé, Studer découvre des incohérences et plonge dans les secrets des habitants pour révéler la vérité en dépit du manque de coopération de la population locale.

## Fiche technique
- Titre : L'Inspecteur Studer
- Titre original : Wachtmeister Studer
- Réalisation : Leopold Lindtberg
- Scénario : Horst Budjuhn, Kurt Guggenheim et Richard Schweizer d'après le roman de Friedrich Glauser, L'inspecteur Studer
- Musique : Robert Blum
- Photographie : Emil Berna
- Montage : Käte May
- Pays d'origine : Suisse
- Format : Noir et blanc - 35 mm
- Durée : 105 minutes
- Date de sortie : 1939

## Distribution
- Heinrich Gretler : l'inspecteur Studer
- Adolf Manz
- Bertha Danegger
- Armin Schweizer
- Ellen Widmann
- Robert Trösch
- Anne-Marie Blanc
- Robert Bichler